# Primera Categoría Serie A
Primera Categoría Serie A, officiellt Copa Credife Serie A av sponsorskäl, i vardagligt tal Primera Categoría eller Serie A, är en professionell liga för fotbollsklubbar i Ecuador, bildad 1957. Den har en division och ligger överst i det ecuadorianska ligasystemet. 16 lag spelar i ligan varje år.
Barcelona Sporting Club har vunnit flest ligatilar i serien med 15 vinster. 2019 års mästare blev Delfín SC.

## Deltagande lag 2020
| Lag                     | Spelort    | Hemarena                     |
| ----------------------- | ---------- | ---------------------------- |
| Aucas                   | Quito      | Gonzalo Pozo Ripalda         |
| Barcelona               | Guayaquil  | Monumental Banco Pichincha   |
| Delfín                  | Manta      | Jocay                        |
| Deportivo Cuenca        | Cuenca     | Alejandro Serrano Aguilar    |
| El Nacional             | Quito      | Olímpico Atahualpa           |
| Emelec                  | Guayaquil  | George Capwell               |
| Guayaquil City          | Guayaquil  | Christian Benítez Betancourt |
| Independiente del Valle | Sangolquí  | Rumiñahui                    |
| LDU Quito               | Quito      | Casa Blanca                  |
| LDU Portoviejo          | Portoviejo | Reales Tamarindos            |
| Macará                  | Ambato     | Bellavista                   |
| Mushuc Runa             | Ambato     | COAC Mushuc Runa             |
| Olmedo                  | Riobamba   | Olímpico de Riobamba         |
| Orense                  | Machala    | Estadio 9 de Mayo            |
| Técnico Universitario   | Ambato     | Bellavista                   |
| Universidad Católica    | Quito      | Olímpico Atahualpa           |

## Mästare genom åren
| Säsong | Säsong | Mästare                | Tvåa                    | Trea                    | Skyttekungar |
| ------ | ------ | ---------------------- | ----------------------- | ----------------------- | --- |
| 1957   | 1957   | Emelec (1)             | Barcelona               | Deportivo Quito         | Simón Cañarte (Barcelona; 4 mål)                                                                                   |
| 1958   | 1958   | Inget mästerskap hölls | Inget mästerskap hölls  | Inget mästerskap hölls  | Inget mästerskap hölls                                                                                             |
| 1959   | 1959   | Inget mästerskap hölls | Inget mästerskap hölls  | Inget mästerskap hölls  | Inget mästerskap hölls                                                                                             |
| 1960   | 1960   | Barcelona (1)          | Emelec                  | Patria                  | Enrique Cantos (Barcelona; 8 mål)                                                                                  |
| 1961   | 1961   | Emelec (2)             | Patria                  | Everest                 | Galo Pinto (Everest; 12 mål)                                                                                       |
| 1962   | 1962   | Everest (1)            | Barcelona               | Emelec                  | Iris López (Barcelona; 9 mål)                                                                                      |
| 1963   | 1963   | Barcelona (2)          | Emelec                  | Deportivo Quito         | Carlos Alberto Raffo (Emelec; 4 mål)                                                                               |
| 1964   | 1964   | Deportivo Quito (1)    | El Nacional             | LDU Quito               | Jorge Valencia (América (M); 8 mål)                                                                                |
| 1965   | 1965   | Emelec (3)             | 9 de Octubre            | Barcelona               | Helio Cruz (Barcelona; 8 mål)                                                                                      |
| 1966   | 1966   | Barcelona (3)          | Emelec                  | Politécnico             | Pio Coutinho (LDU Quito; 13 mål)                                                                                   |
| 1967   | 1967   | El Nacional (1)        | Emelec                  | Barcelona               | Tom Rodríguez (El Nacional; 16 mål)                                                                                |
| 1968   | 1968   | Deportivo Quito (2)    | Barcelona               | Emelec                  | Víctor Battaini (Deportivo Quito; 19 mål)                                                                          |
| 1969   | 1969   | LDU Quito (1)          | América de Quito        | Aucas                   | Francisco Bertocchi (LDU Quito; 26 mål)                                                                            |
| 1970   | 1970   | Barcelona (4)          | Emelec                  | América de Quito        | Rómulo Dudar Mina (Macará; 19 mål)                                                                                 |
| 1971   | 1971   | Barcelona (5)          | América de Quito        | Emelec                  | Alfonso Obregón (LDU Portoviejo; 18 mål)                                                                           |
| 1972   | 1972   | Emelec (4)             | El Nacional             | Barcelona               | Nelsinho (Barcelona; 24 mål)                                                                                       |
| 1973   | 1973   | El Nacional (2)        | Universidad Católica    | Barcelona               | Ángel Marín (América (Q); 18 mål)                                                                                  |
| 1974   | 1974   | LDU Quito (2)          | El Nacional             | Deportivo Cuenca        | Ángel Liciardi (Deportivo Cuenca; 19 mål)                                                                          |
| 1975   | 1975   | LDU Quito (3)          | Deportivo Cuenca        | Aucas                   | Ángel Liciardi (Deportivo Cuenca; 36 mål)                                                                          |
| 1976   | 1976   | El Nacional (3)        | Deportivo Cuenca        | Emelec                  | Ángel Liciardi (Deportivo Cuenca; 19 mål)                                                                          |
| 1977   | 1977   | El Nacional (4)        | LDU Quito               | Universidad Católica    | Fabián Paz y Miño (El Nacional; 27 mål)                                                                            |
| 1978   | 1978   | El Nacional (5)        | Técnico Universitario   | Emelec                  | Juan José Pérez (LDU Portoviejo; 24 mål)                                                                           |
| 1979   | 1979   | Emelec (5)             | Universidad Católica    | Manta Sport             | Carlos Miori (Emelec; 26 mål)                                                                                      |
| 1980   | 1980   | Barcelona (6)          | Técnico Universitario   | Universidad Católica    | Miguel Gutíerrez (América (Q); 26 mål)                                                                             |
| 1981   | 1981   | Barcelona (7)          | LDU Quito               | El Nacional             | Paulo César (LDU Quito; 25 mål)                                                                                    |
| 1982   | 1982   | El Nacional (6)        | Barcelona               | LDU Portoviejo          | José Villafuerte (El Nacional; 25 mål)                                                                             |
| 1983   | 1983   | El Nacional (7)        | 9 de Octubre            | Barcelona               | Paulo César (Barcelona; 28 mål)                                                                                    |
| 1984   | 1984   | El Nacional (8)        | 9 de Octubre            | LDU Quito               | Sergio Saucedo (Deportivo Quito; 25 mål)                                                                           |
| 1985   | 1985   | Barcelona (8)          | Deportivo Quito         | Filanbanco              | Juan Carlos de Lima (Universidad Católica; 24 mål) Guga (Esmeraldas Petrolero; 24 mål)                             |
| 1986   | 1986   | El Nacional (9)        | Barcelona               | Técnico Universitario   | Juan Carlos de Lima (Deportivo Quito; 23 mål)                                                                      |
| 1987   | 1987   | Barcelona (9)          | Filanbanco              | Audaz Octubrino         | Ermen Benitez (El Nacional; 24 mål) Hamilton Cuvi (Filanbanco; 24 mål) Waldemar Victorino (LDU Portoviejo; 24 mål) |
| 1988   | 1988   | Emelec (6)             | Deportivo Quito         | Ingen trea utsedd       | Janio Pinto (LDU Quito; 18 mål)                                                                                    |
| 1989   | 1989   | Barcelona (10)         | Emelec                  | Deportivo Quito         | Ermen Benítez (El Nacional; 18 mål)                                                                                |
| 1990   | 1990   | LDU Quito (4)          | Barcelona               | Emelec                  | Ermen Benítez (El Nacional; 33 mål)                                                                                |
| 1991   | 1991   | Barcelona (11)         | Valdez                  | El Nacional             | Pedro Varela (Delfín; 24 mål)                                                                                      |
| 1992   | 1992   | El Nacional (10)       | Barcelona               | Emelec                  | Carlos Muñoz (Barcelona; 19 mål)                                                                                   |
| 1993   | 1993   | Emelec (7)             | Barcelona               | El Nacional             | Diego Herrera (LDU Quito; 21 mål)                                                                                  |
| 1994   | 1994   | Emelec (8)             | El Nacional             | Barcelona               | Manuel Uquillas (ESPOLI; 25 mål)                                                                                   |
| 1995   | 1995   | Barcelona (12)         | ESPOLI                  | El Nacional             | Manuel Uquillas (Barcelona; 24 mål)                                                                                |
| 1996   | 1996   | El Nacional (11)       | Emelec                  | Barcelona               | Ariel Graziani (Emelec; 28 mål)                                                                                    |
| 1997   | 1997   | Barcelona (13)         | Deportivo Quito         | Emelec                  | Ariel Graziani (Emelec; 24 mål)                                                                                    |
| 1998   | 1998   | LDU Quito (5)          | Emelec                  | Ingen trea utsedd       | Iván Kaviedes (Emelec; 43 mål)                                                                                     |
| 1999   | 1999   | LDU Quito (6)          | El Nacional             | Emelec                  | Christian Botero (Macará; 25 mål)                                                                                  |
| 2000   | 2000   | Olmedo (1)             | El Nacional             | Emelec                  | Alejandro Kenig (Emelec; 25 mål)                                                                                   |
| 2001   | 2001   | Emelec (9)             | El Nacional             | Olmedo                  | Carlos Juárez (Emelec; 17 mål)                                                                                     |
| 2002   | 2002   | Emelec (10)            | Barcelona               | El Nacional             | Christian Carnero (Deportivo Quito; 26 mål)                                                                        |
| 2003   | 2003   | LDU Quito (7)          | Barcelona               | El Nacional             | Ariel Graziani (Barcelona; 23 mål)                                                                                 |
| 2004   | 2004   | Deportivo Cuenca (1)   | Olmedo                  | LDU Quito               | Ebelio Ordóñez (El Nacional; 24 mål)                                                                               |
| 2005   | A      | LDU Quito (8)          | Barcelona               | Ingen trea utsedd       | Wilson Segura (LDU Loja; 21 mål)                                                                                   |
| 2005   | C      | El Nacional (12)       | Deportivo Cuenca        | LDU Quito               | Omar Guerra (Aucas; 21 mål)                                                                                        |
| 2006   | 2006   | El Nacional (13)       | Emelec                  | LDU Quito               | Luis Miguel Escalada (Emelec; 29 mål)                                                                              |
| 2007   | 2007   | LDU Quito (9)          | Deportivo Cuenca        | Olmedo                  | Juan Carlos Ferreyra (Deportivo Cuenca; 17 mål)                                                                    |
| 2008   | 2008   | Deportivo Quito (3)    | LDU Quito               | Deportivo Cuenca        | Pablo Palacios (Barcelona; 20 mål)                                                                                 |
| 2009   | 2009   | Deportivo Quito (4)    | Deportivo Cuenca        | Emelec                  | Claudio Bieler (LDU Quito; 22 mål)                                                                                 |
| 2010   | 2010   | LDU Quito (10)         | Emelec                  | Deportivo Quito         | Jaime Ayoví (Emelec; 23 mål)                                                                                       |
| 2011   | 2011   | Deportivo Quito (5)    | Emelec                  | El Nacional             | Narciso Mina (Independiente José Terán; 28 mål)                                                                    |
| 2012   | 2012   | Barcelona (14)         | Emelec                  | LDU Quito               | Narciso Mina (Barcelona; 30 mål)                                                                                   |
| 2013   | 2013   | Emelec (11)            | Independiente del Valle | Deportivo Quito         | Federico Nieto (Deportivo Quito; 29 mål)                                                                           |
| 2014   | 2014   | Emelec (12)            | Barcelona               | Independiente del Valle | Armando Wila (Universidad Católica; 20 mål)                                                                        |
| 2015   | 2015   | Emelec (13)            | LDU Quito               | Independiente del Valle | Miller Bolaños (Emelec; 25 mål)                                                                                    |
| 2016   | 2016   | Barcelona (15)         | Emelec                  | El Nacional             | Maximiliano Barreiro (Delfín; 23 mål)                                                                              |
| 2017   | 2017   | Emelec (14)            | Delfín                  | Independiente del Valle | Hernán Barcos (LDU Quito; 21 mål)                                                                                  |
| 2018   | 2018   | LDU Quito (11)         | Emelec                  | Barcelona               | Jhon Cifuente (Universidad Católica; 37 mål)                                                                       |
| 2019   | 2019   | Delfín (1)             | LDU Quito               | Macará                  | Luis Amarilla (Universidad Católica; 19 mål)                                                                       |